# Richard Sánchez (paragwajski piłkarz)
Richard Rafael Sánchez Guerrero (ur. 29 marca 1996 w Asunción) – paragwajski piłkarz występujący na pozycji środkowego lub defensywnego pomocnika, reprezentant Paragwaju, od 2025 roku zawodnik argentyńskiego Racing Club.